# Diecezja Gumaca
Diecezja Gumaca, diecezja rzymskokatolicka na Filipinach. Powstała w 1984 z terenu diecezji Lucena.

## Lista biskupów
- Emilio Zurbano Marquez (1984–2002)
- Buenaventura Famadico (2003–2013)
- Victor Ocampo (2015–2023)
- Euginius Cañete (od 2025)